# Поцелуи (песня)
«Поцелуи» — песня украинской группы «ВИА Гра», написанная украинским композитором Константином Меладзе. Композиция была выпущена как заглавный сингл с одноимённого сборника «Поцелуи».

## История композиции
Песня «Поцелуи» была записана в 2007 году, когда группа действовала в составе Альбина Джанабаева — Меседа Багаудинова. Съёмки клипа прошли во Львове 1 и 2 августа. Премьера песни «Поцелуи» состоялась 1 сентября 2007 года на радио «Поп-Са». Песня стала заглавным треком телевизионного сериала «Держи меня крепче».
Сразу после выхода песня начала занимать вершины всевозможных чартов. Песня привлекла к группе много внимания и новых поклонников. В сентябре 2007 года в дополнение к песне вышел одноимённый клип. Осенью 2007 года вышел второй сборник хитов «ВИА Гра» под названием «Поцелуи». В новогодние праздники группа выступала с этой композицией на главных праздничных концертах — «Песня года» и «Новые песни о главном». На фестивале «Песня года» «ВИА Гра» получила награду за Поцелуи — «Лучшая песня 2007 года».
Тем временем на волнах «Русского радио» трек покорил хит-парад «Золотой граммофон», держался в списке 20 недель и автоматически отправился на тринадцатую церемонию. Позже песня звучала на «Премии Муз-ТВ 2008» и «Новой волне 2008».

## Музыкальное видео

### Съёмки и сюжет
Восемнадцатый клип группы «ВИА Гра». Первый видеоклип с новой солисткой Меседой Багаудиновой.
Съёмки клипа «Поцелуи» проходили 1 и 2 августа 2007 года под руководством Алана Бадоева. Местом съёмок был выбран старинный особняк во Львове, что помогло показать соответствие окружающей обстановки со временем и передать атмосферу ролика. В связи с уходом из коллектива Веры Брежневой в этом клипе группа «ВИА Гра» предстала перед зрителем дуэтом — в процессе создания ролика на этот раз принимали участие только две девушки: Альбина Джанабаева и Меседа Багаудинова. За образы солисток отвечала стилист Анжела Посохова.
В клипе девушки семь раз меняют костюмы в стиле XIX века. Костюмы для клипа стоили больше 6 тысяч долларов и стали самым дорогим гардеробом в истории украинского кинопроизводства.
В съёмках клипа также принимала участие украинская балетная группа «TURBO», некоторые из танцоров которой вскоре стали танцорами дэнс-группы Светланы Лободы. Съёмки ролика проходили одновременно со съёмками телевизионного сериала «Держи меня крепче», к которому данный клип имеет непосредственное отношение.
Жёлтая пресса постоянно утверждала, что ролик «Поцелуи» носит лесбийский характер, однако это далеко не так. Сюжет клипа — история наставницы и ученицы. В клипе изображено множество ритуальных обрядов, относящихся к посвящению юной ученицы в таинства любви и соблазнения.

### Выпуск
Премьера клипа «Поцелуи» состоялась 1 сентября 2007 года на украинском музыкальном канале «M1». 10 сентября 2007 года прошла премьера ролика для российской публики на телеканале «Муз-ТВ».

## Список композиций
- Цифровой сингл iTunes[10]

| №  | Название  | Автор(ы)           | Длительность |
| -- | --------- | ------------------ | ------------ |
| 1. | «Поцелуи» | Константин Меладзе | 4:17         |

## Участники записи
- Альбина Джанабаева — вокал
- Меседа Багаудинова — вокал
- Константин Меладзе — музыка и слова
- Дмитрий Костюк — продюсер

## Чарты

### Еженедельные чарты
| Чарт (2007)      | Высшая позиция |
| ---------------- | -------------- |
| Россия (TopHit)  | 1              |
| СНГ (TopHit)     | 1              |
| Украина (TopHit) | 1              |

### Ежемесячные чарты
| Чарт (2007)      | Высшая позиция |
| ---------------- | -------------- |
| Россия (TopHit)  | 1              |
| СНГ (TopHit)     | 1              |
| Украина (TopHit) | 1              |

### Годовые чарты
| Чарт (2007)      | Позиция |
| ---------------- | ------- |
| Россия (TopHit)  | 24      |
| СНГ (TopHit)     | 14      |
| Украина (TopHit) | 4       |
| Чарт (2008)      | Позиция |
| Россия (TopHit)  | 124     |
| СНГ (TopHit)     | 119     |
| Украина (TopHit) | 118     |

### Декадные чарты
| Чарт (2000—2009) | Позиция |
| ---------------- | ------- |
| Россия (TopHit)  | 43      |
| СНГ (TopHit)     | 31      |
| Украина (TopHit) | 28      |

## Награды
| Год  | Награда           | Категория                       | Результат |
| ---- | ----------------- | ------------------------------- | --------- |
| 2007 | Песня года        | Лауреаты фестиваля              | Победа    |
| 2008 | Золотой граммофон | Статуэтка «Золотого граммофона» | Победа    |
| 2008 | Премия Муз-ТВ     | Лучшее видео                    | Победа    |